# Glenn Robinson (1994)
Glenn Alan Robinson III (Gary, 8 gennaio 1994) è un cestista statunitense.

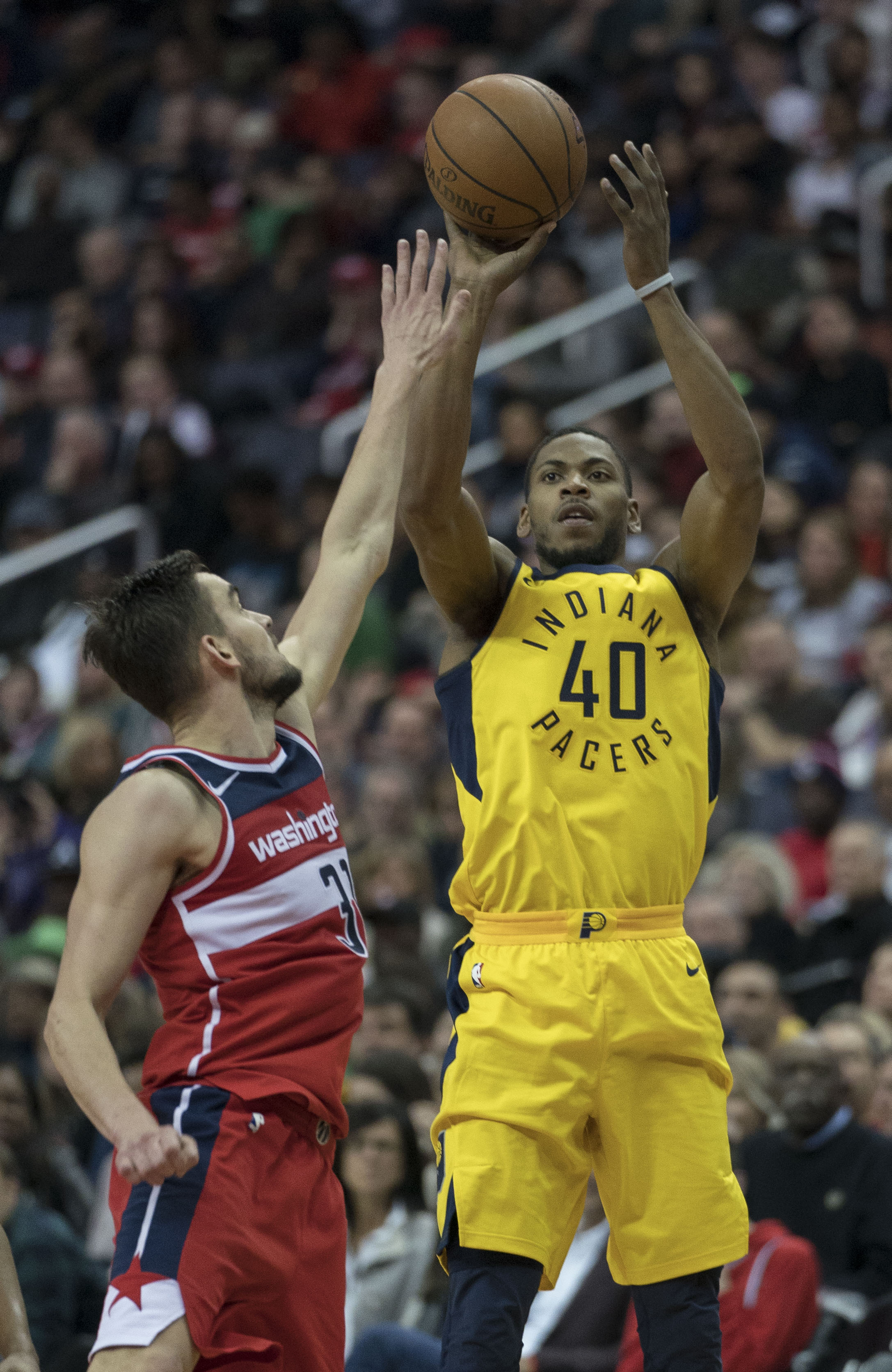
Robinson al tiro con la canotta dei Pacers contrastato da Tomáš Satoranský

È figlio del cestista Glenn Robinson, prima scelta assoluta del Draft NBA 1994.

## Carriera

### NBA (2014-)

#### Minnesota Timberwolves e Philadelphia 76ers (2014-2015)
Dopo due stagioni in NCAA con i Michigan Wolverines (di cui l'ultima chiusa con oltre 13 punti e 4 rimbalzi di media) venne scelto alla quarantesima chiamata del Draft 2014 dai Minnesota Timberwolves. Il 6 marzo 2015 dopo aver disputato 25 partite, viene tagliato per far posto a Justin Hamilton.
Due giorni dopo (ovvero l'8 marzo 2015) viene acquistato dai Philadelphia 76ers. Con i 76ers debutta una settimana dopo contro i Brooklyn Nets.
A fine stagione dopo 10 partite disputate non rifirma con i 76ers.

#### Indiana Pacers (2015-2018)
Dopo aver disputato la Summer League 2015 con gli Atlanta Hawks, il 27 luglio dello stesso anno firma un triennale con gli Indiana Pacers. Tra l'altro venne acquistato perché il Presidente della squadra di Indianapolis Larry Bird intravide in lui un grande potenziale. Nella prima stagione giocò 45 partite, di cui solo 4 da titolare, senza trovare grande spazio nelle rotazioni del coach dei Pacers Frank Vogel.
Nella sua seconda stagione a Indianapolis le cose cambiarono in meglio per Glen: con l'arrivo di Nate McMillan in panchina al posto di Frank Vogel e l'involuzione di Monta Ellis, Robinson diventò la guardia titolare della squadra, alternandosi con CJ Miles ma tenendo comunque degli ottimi minutaggi dimostrandosi un'ottima presenza a livello difensivo per i Pacers sul parquet. Il 18 febbraio 2017 partecipò allo Slam Dunk Contest all'NBA All-Star Weekend 2017, e vincendo a scapito di Derrick Jones dei Phoenix Suns dopo essere saltato sopra al compagno di squadra Paul George, la mascotte e una cheer-leader dei Pacers per schiacciare. Tuttavia le cose peggiorarono per Glenn perché nell'anno e mezzo successivo post ASG 2017 ha saltato molte partite per infortuni vari, giocando solo 23 partite nella stagione 2017-2018.

#### Detroit Pistons (2018-2019)
Il 1º luglio 2018 firma da free agent con i Detroit Pistons.

## Statistiche NBA

### Regular season
| Stagione | Squadra            | PG  | PI | MPG  | FG%  | 3P%  | FT%  | RPG | APG | SPG | BPG | PPG |
| -------- | ------------------ | --- | -- | ---- | ---- | ---- | ---- | --- | --- | --- | --- | --- |
| 2014-15  | Minnesota T'wolves | 25  | 0  | 4,3  | 33,3 | 16,7 | 75,0 | 0,6 | 0,1 | 0,1 | 0,0 | 1,2 |
| 2014-15  | Philadelphia 76ers | 10  | 1  | 15,3 | 41,9 | 30,8 | 50,0 | 2,5 | 0,8 | 0,3 | 0,1 | 4,4 |
| 2015-16  | Indiana Pacers     | 45  | 4  | 11,3 | 43,0 | 37,8 | 69,2 | 1,5 | 0,6 | 0,4 | 0,2 | 3,8 |
| 2016-17  | Indiana Pacers     | 69  | 27 | 20,7 | 46,7 | 39,2 | 71,1 | 3,6 | 0,7 | 0,6 | 0,3 | 6,1 |
| 2017-18  | Indiana Pacers     | 23  | 1  | 14,7 | 42,4 | 41,2 | 81,8 | 1,6 | 0,7 | 0,6 | 0,0 | 4,1 |
| 2018-19  | Detroit Pistons    | 47  | 18 | 13,0 | 42,0 | 29,0 | 80,0 | 1,5 | 0,4 | 0,3 | 0,2 | 4,2 |
| Carriera | Carriera           | 219 | 51 | 14,4 | 43,9 | 36,1 | 72,6 | 2,4 | 0,6 | 0,4 | 0,2 | 4,4 |

### Play-off
| Anno     | Squadra         | PG | PI | MPG  | FG%  | 3P%  | FT%  | RPG | APG | SPG | BPG | PPG |
| -------- | --------------- | -- | -- | ---- | ---- | ---- | ---- | --- | --- | --- | --- | --- |
| 2016     | Indiana Pacers  | 4  | 0  | 2,5  | 75,0 | 0,0  | 100  | 0,0 | 0,0 | 0,0 | 0,3 | 1,8 |
| 2017     | Indiana Pacers  | 3  | 0  | 10,3 | 100  | 100  | 50,0 | 1,0 | 0,3 | 0,0 | 0,0 | 5,0 |
| 2018     | Indiana Pacers  | 2  | 0  | 3,0  | 100  | 0,0  | -    | 0,5 | 0,0 | 0,0 | 0,0 | 1,0 |
| 2019     | Detroit Pistons | 3  | 0  | 12,0 | 26,7 | 12,5 | 100  | 2,3 | 0,7 | 0,7 | 0,0 | 4,3 |
| Carriera | Carriera        | 12 | 0  | 5,9  | 53,8 | 30,0 | 85,7 | 0,9 | 0,3 | 0,2 | 0,1 | 3,1 |

## Palmarès
- NBA Slam Dunk Contest: 1

2017